# Skryhiczyn (gromada)
Skryhiczyn – dawna gromada, czyli najmniejsza jednostka podziału terytorialnego Polskiej Rzeczypospolitej Ludowej w latach 1954–1972.
Gromady, z gromadzkimi radami narodowymi (GRN) jako organami władzy najniższego stopnia na wsi, funkcjonowały od reformy reorganizującej administrację wiejską przeprowadzonej jesienią 1954 do momentu ich zniesienia z dniem 1 stycznia 1973, tym samym wypierając organizację gminną w latach 1954–1972.
Gromadę Skryhiczyn z siedzibą GRN w Skryhiczynie utworzono – jako jedną z 8759 gromad na obszarze Polski – w powiecie hrubieszowskim w woj. lubelskim na mocy uchwały nr 8 WRN w Lublinie z dnia 5 października 1954. W skład jednostki weszły obszary dotychczasowych gromad Janostrów, Józefów, Krynica i Skryhiczyn ze zniesionej gminy Dubienka oraz obszar dotychczasowej gromady Zagórnik ze zniesionej gminy Horodło w tymże powiecie. Dla gromady ustalono 9 członków gromadzkiej rady narodowej.
1 stycznia 1962 gromadę zniesiono, włączając jej obszar do gromady Dubienka w tymże powiecie.